# Riam
Riam (en occità: Riam i antigament Riòm; en francès: Riom) és una ciutat d'Alvèrnia-Roine-Alps. Administrativament, pertany al departament francès del Puèi Domat (Puy-de-dôme). És una sub-prefectura del departament.

## Història

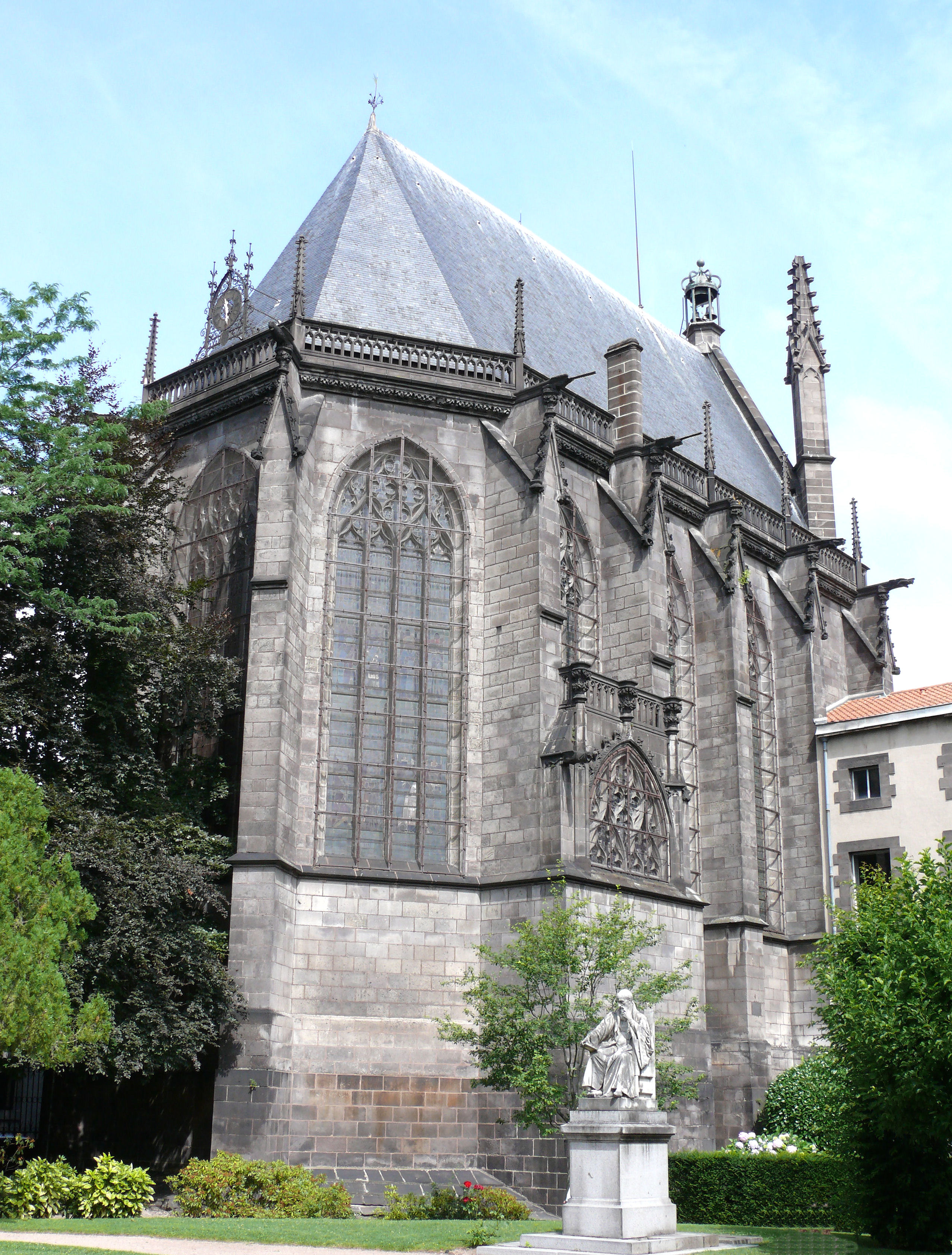
La Sainte-Chapelle de Riam

Fins a la Revolució francesa, Riam va ser la capital de la província d'Alvèrnia-Roine-Alps, i la residència dels ducs d'alvèrnia. La ciutat té un origen gal, anomenada Ricomagus. En la intensament feudalitzada Alvèrnia del segle X, el poble va créixer al voltant de la col·legiata de Sant Amable (Saint Amable), el patró, que va ser objecte de pelegrinatge. Al segle XIV, la ciutat va ser beneficiada del patrocini de Jean, duc de Berry, que va reconstruir el Palau Ducal i la Saint-Chapelle. El 1531, Riam i l'Alvèrnia va revertir a la Corona de França.
El 1942, Riam va ser el lloc on el Govern de Vichy va jutjar els culpables de la guerra, conegut com els Judicis de Riam.

## Llocs d'interès
El 1985 Riam va rebre la classificació francesa de la Ville d'Art et d'Histoire reconeixent els seus setze monuments històrics, així com altres 57 en la llista complementària. Diverses cases privades dels segles XVII i XVIII (hôtels particuliers) estan oberts al públic amb col·leccions de vestits i objectes d'art decoratiu.
Les dues principals places públiques de Riam són la Place Jean-Baptiste Laurent i la Place du pré-Madame en què destaquen dues grans fonts en homenatge a Desaix.

## Gent important
Riam ha sigut el lloc de naixement de:
- Pierre Victor, baron Malouet (1740-1814), publicista i polític.
- Gilbert Romme (1750–1795), polític.
- Joseph Projectus Machebeuf (1812-1889), Vicari Apostòlic de Colorado i Utah; Bisbe de Denver, EUA.
- Henri Hébrard de Villeneuve (1848-1925), esgrimidor olímpic.
- Eugene Gilbert (1889-1918), pioner aviador, pilot de combat de la Primera Guerra Mundial.

- Alan Stivell (1944), músic celta, cantant i mestre de l'arpa celta.